# Лёгкая промышленность Турции
Лёгкая промышленность Турции

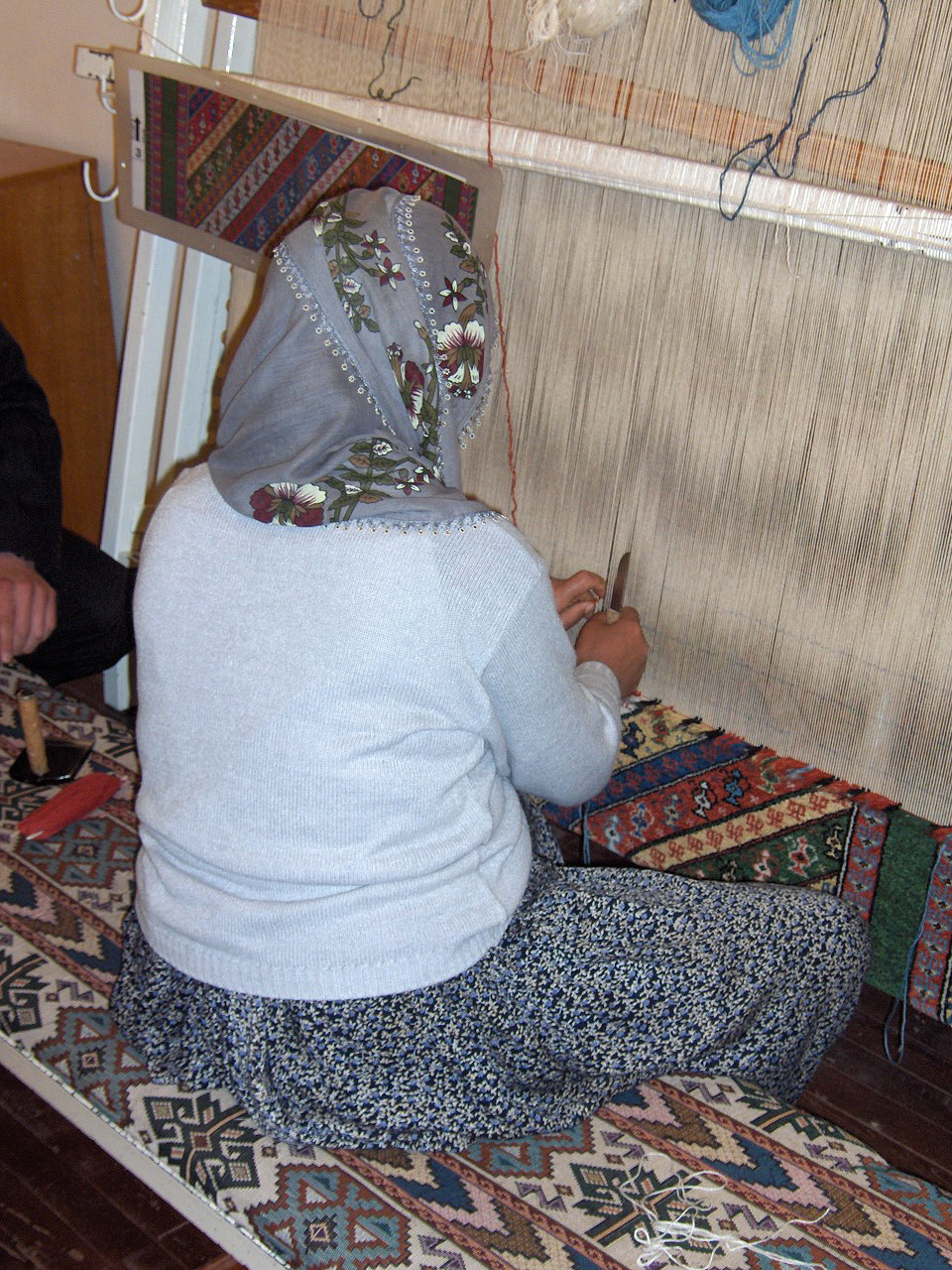
Ручное производство турецких ковров

В текстильной, швейной и кожевенной промышленности Турции занято более трети всех работающих в обрабатывающей промышленности (по различным данным, в текстильной и швейной отраслях работало от 750 тыс. до 1,9 млн человек и около 40 тыс. компаний).
Доля частного иностранного и турецкого государственного капитала в лёгкой промышленности незначительна.
Под давлением более дешёвой продукции из Китая, Вьетнама, Индии, Бангладеш и Пакистана многие турецкие компании перешли в более дорогой ценовой сегмент и освоили производство брендовой продукции.

## Текстильная промышленность
Текстильная промышленность является одним из старейших и ведущих секторов турецкой экономики. Экономическая реформа, осуществлённая в 1980 году, способствовала росту экспорта текстильной продукции и импорту нового текстильного оборудования. В 2002 году текстильная промышленность произвела продукции на 16,6 млрд долл. (в 1990 году — 8,8 млрд) и экспортировала на 6,2 млрд долл. (в 1990 году — 3,1 млрд). В 2005 году было произведено текстильной продукции на 17,5 млрд долл., в 2006 году экспорт текстиля достиг 8,1 млрд долл. (в том числе тканей — 3,1 млрд, волокон и пряжи — более 1,7 млрд). В 2009 году в десятку крупнейших покупателей турецкого текстиля входили Россия (15 %), Италия (9,7 %), Германия (6,1 %), Румыния (4,6 %), Польша (4,3 %), Иран (4,1 %), Болгария (3,8 %), Великобритания (3,2 %), Египет (2,9 %) и США (2,9 %). Главными статьями текстильного экспорта являются синтетические ткани, хлопчатобумажные ткани, нити и пряжа, шерстяные ткани. Кроме того, Турция является ведущим в мире производителем шерстяной пряжи и третьим по величине производителем мохера.
Турецкая текстильная и швейная промышленность произвела продукции:
в 1979 году — на 595 млн долл.; 

в 1990 году — на 5,1 млрд долл.; 

в 2002 году — на 27,7 млрд долл. (экспортировала на 13,9 млрд долл.), её доля в общем промышленном производстве составляла 21,5 %, в общем экспорте промышленной продукции — 36,2 %, в общем экспорте — 33,7 % и в ВВП Турции — более 10 %;

в 2007 году — на 30 млрд долл., экспорт текстиля, одежды и ковров достиг 24 млрд долл., что составляло 21 % общего экспорта (Турция выдвинулась на пятое-шестое место в мире по экспорту одежды и на третье-четвёртое место — по экспорту домашнего текстиля); 

в 2009 году экспорт текстиля и одежды сократился до 19,3 млрд долл., составив 19 % общего экспорта. 
Если в 1980-х годах в экспорте преобладали волокна, пряжа и ткани, то постепенно стала расти доля готовой одежды. Основными импортёрами турецкого текстиля и одежды являются страны Евросоюза, Россия и Украина.
В 2005 году Турция произвела 1,65 млрд м хлопчатобумажных тканей (в 2004 году — 1,7 млрд м), 688 млн м синтетических тканей, 63 млн м шерстяных тканей, 13 млн м льняных, пеньковых и джутовых тканей и 55 тыс. т кордовых тканей, а также 1,05 млн т хлопчатобумажной пряжи, 714 тыс. т искусственной пряжи, 453 тыс. т химических волокон, 200 тыс. т шерстяной пряжи, 2 тыс. т льняной и джутовой пряжи, 1 тыс. т мохера.
Турция является крупным производителем и экспортёром домашнего текстиля, особенно в страны Евросоюза (где она занимает второе место в этом секторе). В 2007 году страна экспортировала изделий домашнего текстиля на 1,9 млрд долл. (полотенец, постельного и столового белья, штор, занавесок, покрывал, мебельной обивки и одеял).
Большую роль продолжает играть ковровая промышленность. В 2007 году страна экспортировала ковров машинного производства на 850 млн долл. (мощности позволяли производить более 190 млрд м²) и ковров и ковриков ручной работы на 186 млн долл. (производство оценивалось в 3,5 млн м²).
С ростом благосостояния граждан увеличился спрос на технический текстиль и изделия из нетканных материалов — средства женской гигиены, подгузники, медицинский текстиль, зубную нить, тупферы и т. д. Кроме того, широкое применение технического текстиля наблюдается в автомобильной, упаковочной, швейной и химической промышленности, строительстве, логистике, медицине, фильтрации и сельском хозяйстве (мешки и большие сумки, кордовые волокна для шин, ремни безопасности, мембраны, чехлы, ткани высокой устойчивости, верёвки и канаты). В 2007 году Турция произвела 110 тыс. метрических тонн нетканого текстиля и экспортировала технического и нетканого текстиля на более 1,5 млрд долл. (страна занимает первое место в мире по экспорту больших мешков и сумок и одно из ведущих мест по экспорту кордовых волокон для шинн).
Также, активно развивается сектор расходных материалов — застёжек-молний, пуговиц, кнопок, крючков, шнурков, этикеток, резинок, вышивки, тесьмы, войлочных стелек, упаковочных, отделочных и обивочных тканей и лент (в 2007 году прямой экспорт этих товаров составил почти 500 млн долл., а косвенный, в составе текстиля и одежды — 1,8 млрд долл.).
Среди крупнейших производителей тканей Турции выделяются компании Korteks Mensucat, Kordsa Global Endüstriyel, Zorlu Linen Dokuma, Bilkont Diş, Altinyildiz Mensucat, Gap Güneydoğu Tekstil, Atateks Tekstil, Akin Tekstil, Kilim Grubu Kartaltepe, Yünsa Yünlü, Örma Tekstil, Çetinkaya Mensucat, Aydin Örme, Flokser Tekstil, Şahinler Mensucat, Aydin Mensucat и Aksu Iplik Dokuma (Стамбул), Sanko Tekstil и Isko Dokuma (Газиантеп), Yeşim Tekstil, Küçükçalik Tekstil, Akbaşlar Tekstil, Negris Tekstil и Harput Tekstil (Бурса), Bossa (Адана), S.S. Tariş Pamuk и Söktaş Tekstil (Измир), Menderes Tekstil, Denizli Basma, Ozanteks Tekstil и Küçüker Tekstil (Денизли), Orta Anadolu, Birlik Mensucat, Boyteks Tekstil и Karsu Tekstil (Кайсери), Kipaş Mensucat, Arsan Tekstil, Matesa Tekstil, Kipaş Denim и Iskur Tekstil (Кахраманмараш), Ataç (Анталья) и Işbir Sentetik Dokuma (Балыкесир). В турецкой текстильной промышленности сильно присутствие ведущих финансово-промышленных групп страны: Çalık Holding, Sabanci Holding, Zorlu Holding, Sanko Holding, Boydak Holding, Hamoğlu Holding, Akça Holding,Yimpaş Holding, Ren Holding и Sun Holding.
Крупнейшими производителями волокон и пряжи являются компании Aksa Akrilik Kimya, Korteks Mensucat, Kordsa Global Endüstriyel, Bilkont Diş, Atateks Tekstil, Aydin Mensucat и Aksu Iplik Dokuma (Стамбул), Advansa Sasa Polyester (Адана), Sanko Tekstil, Gülsan Sentetik Dokuma, Isko Dokuma, Merinos Hali и Akteks Akrilik (Газиантеп), S.S. Tariş Pamuk (Измир), Orta Anadolu и Karsu Tekstil (Кайсери), Kipaş Mensucat, Arsan Tekstil и Iskur Tekstil (Кахраманмараш), Akbaşlar Tekstil, Negris Tekstil, Biran Iplik, Sifaş Sentetik Iplik и Coats Türkiye Iplik (Бурса), Birko Birleşik (Нигде). Крупнейшими производителями технического текстиля и нетканных материалов являются компании Kordsa Global Endüstriyel, Gülsan Group, Hassan Group, Advansa Sasa Polyester, General Tekstil, Hayat Temizlik, Mogul Tekstil, Vateks Tekstil, Aklnal Sentetik Tekstil, Fiberflon, Sude Suni Deri и Kurt Kuma.
Наибольшая концентрация текстильных предприятий наблюдается в Мраморноморском (56 % занятых в текстильной промышленности страны, 67 % всех текстильных компаний и 71 % экспорта текстиля, основные центры — Стамбул, Бурса, Текирдаг и Балыкесир), Эгейском (12 % занятых в текстильной промышленности страны, 11 % всех текстильных компаний и 10 % экспорта текстиля, основные центры — Измир, Денизли и Ушак) и Средиземноморском (основные центры — Газиантеп, Адана, Кахраманмараш и Анталья) регионах, а также в Центральной Анатолии (основной центр — Кайсери).

## Швейная промышленность (производство одежды и пр.)
Турция славится производством и экспортом готовой одежды. 
Швейная промышленность зародилась в 1950-х годах, но её бурный рост начался в конце 1970-х. 
В пятёрку крупнейших покупателей турецкой одежды входят Германия, Великобритания, Франция, Нидерланды и США (в 2002 году Турция являлась вторым по величине поставщиком готовой одежды в страны Евросоюза, четвёртым в мире экспортёром вязанной одежды и восьмым в мире экспортёром тканной одежды).
Стамбул является крупнейшим центром турецкой моды и центром торговли одеждой, а большинство швейных фабрик расположено в городах Измир, Бурса, Анкара, Денизли, Газиантеп, Кайсери, Текирдаг, Адыяман, Кахраманмараш, Адана, Адапазары, Конья и Мерсин.
Наиболее экспортноориентированным подсектором швейной промышленности является производство кожаной и меховой одежды, в котором Турция занимает третье место в мире, уступая лишь Китаю и Италии (в 2002 году производство составило 882 млн долл., а экспорт — 411 млн долл.). 
Основными центрами по производству кожаной и меховой одежды являются Стамбул, Измир, Чорлу, Салихлы и Анталья.
Среди крупнейших и наиболее известных турецких производителей одежды выделяются компании 
Çak Group (фабрики в Стамбуле и Адапазары), 
Mavi Jeans (фабрика в Черкезкёй), 
Saray Hali (фабрика в Стамбуле), Yataş Yatak (фабрика в Кайсери), 
Yakupoglu Tekstil (фабрика в Анкаре), 
Üniteks Gida Tekstil (фабрика в Измире), 
Aydinli Hazir (фабрика в Стамбуле), Mintay Tekstil (фабрика в Стамбуле). 

Также предприятия Турции выполняют заказы компаний Hugo Boss, Levi Strauss & Co., H&M, Inditex и Benetton Group.

### Экспорт
Швейная промышленность произвела продукции и экспортировала:
в 1990 году — 3,2 млрд / 2 млрд. 
В 2002 году — 11 млрд долл. /  7,6 млрд долл. 
В 2007 году экспорт составил 13,5 млрд долл.
Около 80 % экспорта одежды приходилось на изделия из хлопчатобумажных тканей. Вязанные изделия составляли около 60 % всего экспорта турецкой одежды, а тканные — около 40 %.
Среди важнейших товарных групп экспорта одежды выделялись (2007): 
вязанные футболки и майки (3,088 млрд долл.), 
тканные женские костюмы, платья, юбки и шорты (2,38 млрд долл.), 
тканные мужские костюмы, жакеты, брюки и шорты (1,351 млрд долл.), 
вязанные свитеры, пуловеры и жакеты (1,27 млрд долл.), вязанные женские костюмы, платья, юбки и шорты (888 млн долл.), 
вязанные колготы и чулки (856 млн долл.), 
вязанные женские блузки и рубашки (587 млн долл.), 
тканные мужские рубашки (511 млн долл.), 
тканные женские блузки и рубашки (492 млн долл.).
В 2022 году экспорт готовой одежды составил 21,2 млрд долл.

## Кожевенная промышленность
Выделка кож и производство кожаной обуви и аксессуаров являются важным сектором лёгкой промышленности Турции. 
Период быстрого развития кожевенная промышленность Турции начался в 1980-х годах.
В 2002 году произведено продукции на 2,3 млрд долл. и экспортировано на 250 млн долл. (в 2007 году — почти на 850 млн долл.). Сокращение внутреннего производства сырых кож компенсировалось масштабным импортом кожевенного сырья (если в 1990 году он составлял 128 млн долл., то в 2002 году вырос до 423 млн долл.).
Крупнейшими центрами кожевенной промышленности являются три специализированные зоны в Тузле, Менёмене (Измир) и Чорлу, открытые в 1990-х годах, а также Маниса, Кула, Салихлы, Ушак, Бор, Бурса, Гереде, Денизли, Антакья, Ыспарта, Гёнен и Газиантеп.
Центрами производства изделий из кожи (ремни, кошельки, сумки, портфели и чехлы) являются Стамбул, Измир, Бурса и Анкара.

## Обувная промышленность
Обувная промышленность зародилась в 1950-х годах, но процесс её модернизации и стремительного роста пришёлся на 1980-е годы. Мощности по ежегодному производству обуви выросли со 155 млн пар в 1990 году до 305 млн пар в 2002 году (наибольший рост наблюдался в сегментах тапочек и обуви из полиуретана). В 2002 году отрасль произвела продукции на 1,4 млрд долл. (в том числе кожаной обуви — на 951 млн долл., тапочек — на 192 млн, текстильной обуви — на 142 млн, пластиковой обуви — на 91 млн и резиновой обуви — на 31 млн) и экспортировала на 154 млн долл. В том же году Турция занимала 11-е место среди крупнейших мировых производителей обуви с долей в 1,3 % мирового рынка.
В 2007 году в обувной промышленности работало 27 тыс. человек и более 4,7 тыс. компаний. Турция экспортировала обуви на 316 млн долл. (в том числе кожаной обуви — на 167 млн), основными рынками сбыта были Россия, Румыния, Болгария, Саудовская Аравия, Великобритания, Греция, Германия, Нидерланды, Франция, Ирак и Израиль. Крупнейшими центрами обувной промышленности являются Кючюкчекмедже, Борнова (Измир), Газиантеп, Конья, Анкара, Маниса, Денизли, Адана, Малатья, Антакья, Трабзон, Искилип и Ыспарта.
Также, развивается и экспортирует свою продукцию подсектор комплектующих для обуви (подошвы, каблуки, супинаторы, ранты), крупнейшими центрами которого являются Стамбул, Измир, Конья и Газиантеп. Среди наиболее известных турецких производителей и экспортёров обуви выделяются компании ASD Footwear (внешнеторговое объединение малых и средних производителей обуви) и Lescon (крупный производитель спортивной обуви).